# Ga Bạch Hạc
Ga Bạch Hạc là một nhà ga xe lửa tại huyện Vĩnh Tường tỉnh Vĩnh Phúc. Nhà ga là một điểm của đường sắt Hà Nội - Lào Cai và nối với ga Hướng Lại với ga Việt Trì.